# Jom kippuri háború
A jom kippuri háborút (külföldön említik ramadáni háború és októberi háború néven is; héberül: מלחמת יום הכיפורים, Milhemet Jóm Hakipúrím, angol átírással Milkhemet Yom HaKipurim; arabul: حرب أكتوبر, Harb Uktúbir, említik még 1973-as arab-izraeli háborúként és negyedik arab-izraeli háborúként is) Izrael vívta egyes arab államok Egyiptom és Szíria vezette koalíciója ellen 1973. október 6. és október 26. között.
Jordánia, Szíria, valamint a haditechnikai eszközeinek jelentős részét elveszítő Egyiptom meggyengülve került ki a szintén Izrael ellen vívott hatnapos háborúból, amikor Izrael alig egy hét alatt hirtelen a közel-keleti térség abszolút urává vált. A váratlan sikert nehezen feldolgozó országot hajszál választotta el attól, hogy kiharcolt helyzetét ugyancsak néhány nap alatt el is veszítse a jom kippuri háborúban.
A jom kippuri háború bizonyította, hogy az arab országok még a számukra teljes katasztrófával végződő hatnapos háború után is képesek felállni és újra hadba szállni a célért, hogy az országuktól az 1967-es háborúban elszakított területeiket visszafoglalják, és az akkoriban alig 25 éve létező Izraelt megsemmisítsék, lakosait kiűzzék és lemészárolják, területét pedig odaadják a palesztin lakosságnak. Ez eredményezte ezt a többi arab-izraeli háborúhoz hasonlóan gyors, intenzív harcot.

## Előzmények – „felőrlő háború”
Egyiptom Nasszer 1970-ben bekövetkező halálakor sem hagyott fel azzal a céljával, hogy egyesítse az arab világot, természetesen Egyiptom irányításával. Ennek szükségszerű velejárója lett volna Izrael megsemmisítése, melyet ekkoriban az arab országok egyike sem ismert el államként, ellentétben a nyugati államokkal.
Nasszer utódja, Anvar Szadat hatalomra kerülésekor energikusan folytatta Nasszer politikáját és elkezdte a felkészülést, hogy visszaszerezze Izraeltől a hatnapos háborúban elveszített területeket. Az egyiptomi csapatok hamarosan megkezdték a Sínai-félszigeten állomásozó izraeli megszálló csapatok folyamatos zaklatását. Eközben Szadat Egyiptom szövetségeséhez, a Szovjetunióhoz fordult, hogy pótolja a hatnapos háborúban megsemmisült haditechnikai eszközeit. Szovjetunió az egyiptomi kérést teljesítve, 1972 végétől jelentős mennyiségű fegyvert szállított Egyiptomnak. A légierő részére MiG–21 vadászrepülőgépeket szereztek be, amelyek üzemeltetéséhez szovjet tanácsadók is utaztak Egyiptomba (szovjet pilóták is repültek egyiptomi harci repülőgépeken). A szárazföldi erők T–55 és T–62 harckocsikat kaptak, és Egyiptom rendszeresítette a 9M14 Maljutka páncéltörő rakétarendszert is. Jelentős mennyiségű új légvédelmi rakétarendszer és önjáró csapatlégvédelmi rakétarendszer is érkezett Egyiptomba, amelyek többségét az izraeli határ közelébe telepítették. A Közel-Kelet legerősebb katonai hatalmává vált Egyiptom hadseregének a szovjet fegyverszállítások eredményeként összesen 680 db harci repülőgépe és 2600 darab harckocsija volt, a szárazföldi erőknél pedig több mint 650 000 fő állt fegyverben.
Szíria is hamar csatlakozott Egyiptomhoz, így az előző háborúban szétforgácsolódott hadereje néhány év alatt kétezer harckocsival, valamint négyszáz korszerű szovjet harci repülőgéppel gyarapodott. A katonailag megerősödött és magabiztosabbá vált Szíria rakéta-sorozatvetőkkel lőtte Izrael északi részét, amely akkor még nem tett ellenintézkedéseket.
Izraelt eközben elérte az első terrorhullám Dél-Libanonból: több repülőgépet eltérítettek, az 1972-es müncheni olimpián arab terroristák csoportja meggyilkolt 11 izraeli sportolót. A helyzet kiéleződött, az évek óta tartó kíméletlen „felőrlő háborút” lassan felváltotta a nyílt háború.

## Közvetlen előzmények

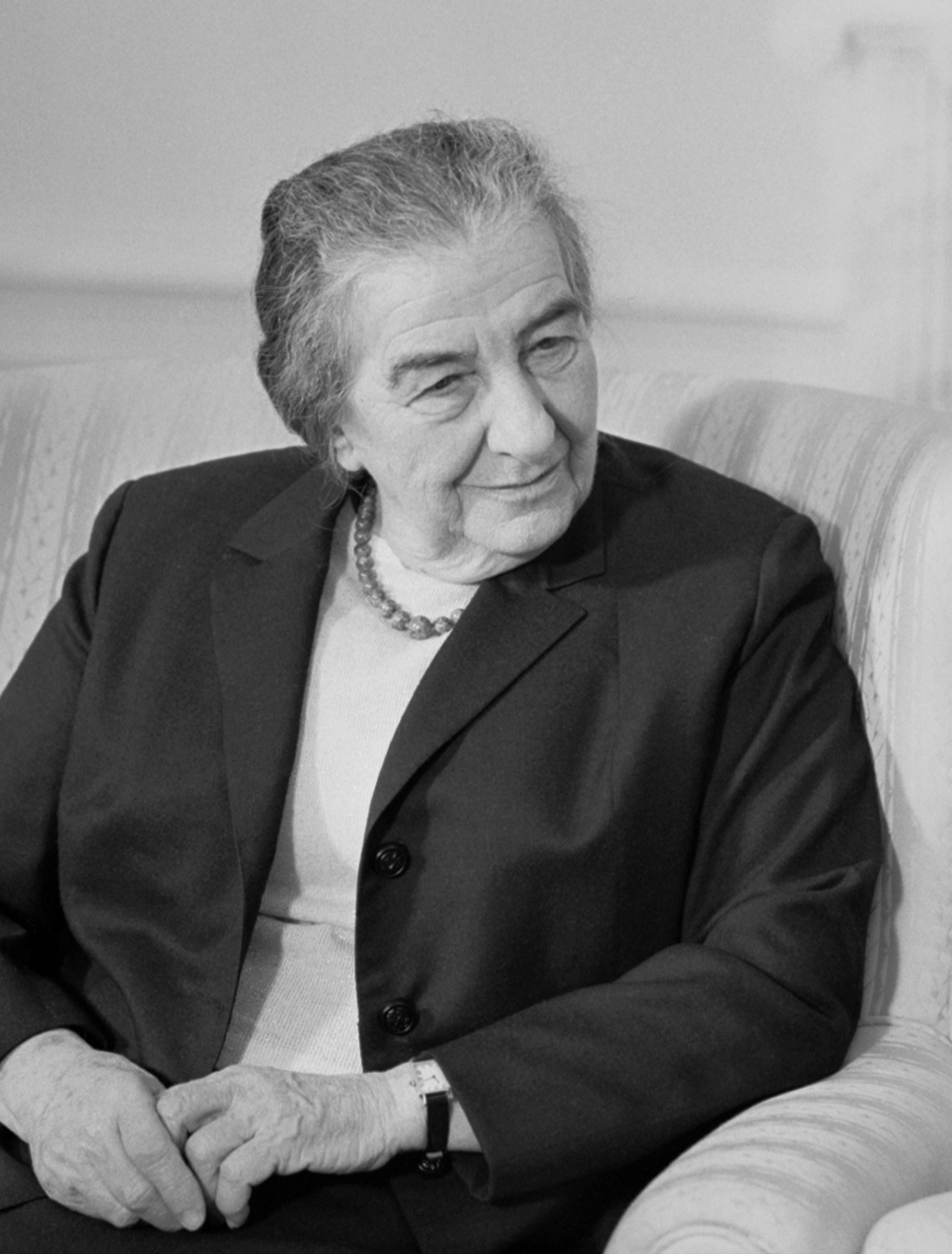
Golda Meir izraeli miniszterelnök

1973. október 4-én a szovjet tanácsadók hirtelen elhagyták Egyiptomot. Megkezdődött az arab csapatok mozgósítása.
1973. október 5-én a szovjet szállítmányok mennyisége egy nap alatt megtöbbszöröződött; az egyiptomi csapatösszevonások befejeződtek. Szíria szintén mozgósította erőit, majd mindkét arab ország felvonultatta haderejét a tűzszüneti vonal mentén. Izrael válaszul szintén mozgósította katonai erőit, de már elkésett. Az arabok a jom kippur (engesztelés napja) nevű zsidó vallási ünnep előestéjére időzítették seregeik felvonultatását; amikor Izraelben már leállt az élet: a buszok nem jártak, így a katonák mozgósítása szörnyű lassúsággal ment végbe. Az izraeli hírszerzés is csődöt mondott: még ekkor sem tudták megállapítani, hogy mi történik a túloldalon. Golda Meir, Izrael miniszterelnöke elutasította a hatnapos háború idején bevált megelőző légicsapást, mert attól félt, hogy ezzel véglegesen kirobbantja a háborút. Miközben Izrael kabinetje egész éjszaka ülésezett, addig az arab csapatok elfoglalták támadóállásaikat – ők már elkötelezték magukat a totális háborúra.

## A háború kezdete – arab támadás

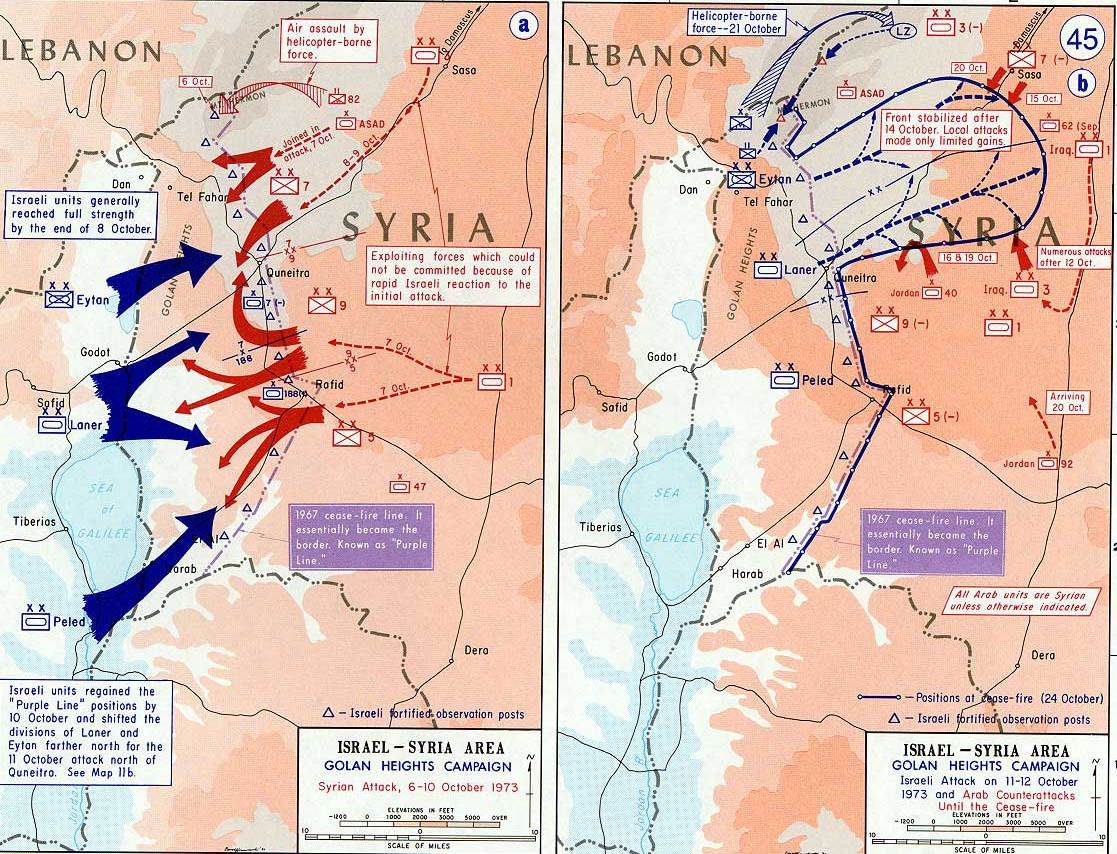
Hadiesemények a Golán-fennsíkon

1973. október 6-án (jom kippur napján) délután 2 órakor az egyiptomi erők támadásba lendültek, és kihasználva a szabad területet előttük, több száz kilométert nyomultak előre az első nap. Kétéltű járművekkel 70 000 gyalogos és 1000 tank kelt át a Szuezi-csatornán tüzérségi zárótűz kíséretében. A támadások elképesztő pontossággal mentek végbe, és néhány óra múlva az izraeliek első védelmi vonala összeomlott. Egy kétszáz izraeli harckocsiból álló dandár azonnal ellentámadást kísérelt meg, de a szovjet gyártmányú páncélöklök és elhárító rakéták zápora megtizedelte őket, és a többi megmaradt egységgel együtt a kulcsfontosságú Mitla-szorosba húzódtak vissza. Egyiptom alig egy nap alatt felszámolta a Szuezi-csatorna mentén húzódó izraeli védelmi vonalat, kis híján elérve a Sínai-félszigeten állomásozó izraeli haderő teljes összeomlását. Éjszaka további ötszáz harckocsit és öt gyalogoshadosztályt juttattak át a Szuezi-csatornán.
Északon a szír csapatok is megindultak. 1000 harckocsi és 30 000 gyalogos lendült támadásba az M60 Patton és Centurion harckocsikkal megerősített kis létszámú izraeli védelem ellen, és csak az 1968-ban elfoglalt Golán-fennsík jó adottságai, valamint a védők kitartása akadályozta meg az izraeliek teljes vereségét. Bár rengeteg szír harckocsit lőttek ki, a helyzet itt is reménytelennek látszott. Az Izraeli Légierő itt is jelentős veszteségeket szenvedett el, bár itt a déli fronttal ellentétben sikerült eredményeket is elérniük, de 80 gép és ugyanennyi pilóta élete árán.

## Kezdeti arab sikerek
Október 7-e az izraeli légierő teljes körű támadásával kezdődött, és bizonyította a légierő, valamint a hírszerzés felkészületlenségét. A támadó harci gépeket meglepték az arab légvédelmi rakéták, és azok hatékony alkalmazása, így a várt eredmények helyett jelentős, 60%-os veszteséget szenvedtek el.
A Golán-fennsíkon a szíriai csapatok újabb támadást indítottak 500 harckocsi bevetésével, és csak egy váratlan izraeli erősítés mentette meg a frontot. Az izraeli hadsereg történelmében először került a vereség közelébe, már csak egy újabb támadás is elég lett volna a hadsereg katasztrófájához. Az arab csapatok azonban súlyos hadvezetési hibát követtek el: az elért sikereket nem fejlesztették tovább azonnal, helyette védelmi állásokban helyezkedtek el, mivel rakétarendszerük csak korlátozott távolságban biztosított számukra védőernyőt az izraeli légierő támadásaival szemben.
Móse Daján izraeli hadügyminiszter minden tartalék erőt összpontosítva azonnali ellentámadást rendelt el, hogy kihasználja az arabok hibáját, és megfordítsa a háború menetét. Még aznap este majdnem a teljes harckocsiállományt bevetették. 700 izraeli harckocsi támadt az abszolút fölényben lévő egyiptomi csapatokra, de a kezdeti sikerek ellenére a támadás kudarcba fulladt, és az elkeseredetten harcoló izraeli csapatok súlyos veszteségekkel visszahúzódtak a védelmi vonalaik mögé. Izrael egy nap alatt másodszor is az összeomlás szélére került. Az arab csapatok azonban továbbra is passzívak maradtak, a két szemben álló fél csendben várta végig az estét.

## Fordulópont
A Szovjetunió, amit megdöbbentett szövetségeseinek tehetetlensége, azonnal felújította a fegyverkereskedelmet, és a viszonylagos nyugalomban eltelt hét végére 4000 tonna hadianyagot küldött Egyiptomba. Eközben az amerikai légierő felderítő SR-71-es repülőgépei által készített képek nyomán nyilvánvalóvá vált, hogy Izrael atomtöltetű rakétákat állított fel indításra készen a front mögött. Az Egyesült Államok, amely addig passzívan figyelte az eseményeket, közbeavatkozott, hogy helyreállítsa az „erőegyensúlyt”. 1973. október 12. és november 14. között a portugáliai amerikai bázisokról a Nickel Grass-hadművelet keretében 22 325 tonna hadianyagot szállítottak Izraelbe az amerikai légierő C–141 Starlifter és C–5 Galaxy repülőgépei. A szállítmányok között volt többek között 36 db F–4 Phantom II típusú vadászrepülőgép is. Az Izraeli Légierő képességeit jelentősen növelték az arab légvédelmi rakétarendszerek blokkolására küldött radarzavaró berendezések. Az amerikai segítségnek, valamint az arab hadvezetési hibáknak köszönhetően az izraeli hadsereg lassan pótolta a veszteségeit, és felkészült a visszavágásra.
Október 16-án északon megindult egy újabb szír támadás, amelyet még jól képzett jordániai harckocsizók is támogattak. Az erőteljes arab támadás ellenére azonban a hadműveletek nem érték el a céljukat. Ebben jelentős szerepük volt a gyengén kiképzett szíriai pilótáknak, akik az izraeli állások helyett saját csapataikat támadták. Ez káoszt idézett elő az arab csapatok körében, így a szíriai hadvezetés kénytelen volt leállítani a támadást.

## Izraeli ellentámadás
Október 16-án éjjel egy órakor, a háború kilencedik napján Aríél Sárón tábornok csapataival hirtelen támadásba lendült az egyiptomi védelmi vonal ellen. Az addig szilárdnak tűnő védelem már az első csapások hatására kezdett szétesni. A több tízezer főt számláló megmaradt egyiptomi erők az izraeli hadsereg és a Szuezi-csatorna közé szorultak.
Sárón, akit meglepett a váratlan siker, kiváló taktikai érzékkel azonnal elrendelte az átkelést a Szuezi-csatornán. A megérzése helyesnek bizonyult, a túlparton lévő egyiptomi állások védelem nélkül maradtak, így a kis létszámú izraeli katona ellenállás nélkül foglalta el az előnyös védelmi állásokat. Az egyre inkább összezavarodó egyiptomi vezérkar azonnali ellentámadást rendelt el, de a háború menetét már nem tudták megfordítani, csak további jelentős veszteségeket könyvelhettek el. Az izraeli csapatok az elért sikereket továbbfejlesztve, harckocsikkal megerősítve október 17-én déli irányba törtek, és a nap végére egyiptomi katonák ezreit ejtették foglyul, valamint a légierő támogatásával négy légvédelmi rakétarendszert és tucatnyi tüzérségi állást semmisítettek meg. Az izraeli légierő a légvédelmi rendszeren ütött lyukakat kihasználva még a földi bázisain döntő csapást mért az addig korlátlan légi fölényű egyiptomi légierőre. Izrael a Golán-fennsíkon is tovább folytatta a támadást, amelynek következtében az iraki csapatokkal is megerősített szíriai csapatok folyamatosan hátrálni kezdtek.

## Végjáték

A jom kippuri háború előtti és utáni területváltozások

Szíria és Egyiptom ekkor már rájött, hogy a háborút elvesztette, hiszen most már minden fronton az izraeliek kezében volt a kezdeményezés, akik most már folyamatosan lőtték ki a megmaradt harckocsikat, és kerítették be az egyiptomi hadosztályokat, sőt most már magát Kairót fenyegették. Így október 22-én, a háború tizenhatodik napján megszületett a fegyverszünet, de az arabok, akik nem bírtak beletörődni a vereségbe, még három napon át folytatták a harcot. Végül október 25-én minden fronton elcsitultak a fegyverek, és 1948, Izrael Állam megalakulása óta először mindkét arab ország kötelezte magát a béketárgyalások megindítására, bár ezt végül csak a veszteségektől kimerült Egyiptom tette meg, amiért a többi arab állam élesen elítélte.
Bár Izrael minden fronton győzelemként könyvelheti el a háborút, a felkészületlenség számukra is nagy áldozatokkal járt. A háború eredményeként Izrael jelentős veszteségeket könyvelhetett el: első lépésben fel kellett adnia a Szuezi-csatorna nyugati részét, majd 10 km-es biztonsági zónát létrehoznia Egyiptom számára, majd a későbbi tárgyalások során (1975-ben és 1978-ban) feladták a hatnapos háborúban megszerzett Sínai-félszigetet, amiért cserébe Egyiptom – első arab országként – elismerte Izraelt mint független országot.
A háborút a fenti nyereségek miatt Egyiptomban győztes háborúnak nyilvánították. Október 6-a, a háború kezdő napja azóta is munkaszüneti nap, valamint nemzeti ünnep Egyiptomban, rengeteg közterület, valamint egy új város Kairó közelében is viseli az Október 6. nevet.
Izraelben nem ünneplik a háborút, és katasztrófaként emlékeznek rá. A harcok után jelentős tüntetéssorozat kezdődött a kormány és több katonai vezető lemondását követelve. Motti Askenázi, a szuezi „Budapest” erőd parancsnoka kezdeményezte a tüntetéseket. (Ő volt az egyetlen erődparancsnok Szuez közelében, akit nem fogtak el az egyiptomiak.) Askenázi a politikai és katonai elitet vádolta a háborús katasztrófáért. Izraelben létrejött az „Agranat Bizottság”, amelynek feladata a háborús veszteségek okainak felkutatása volt. A bizottság végül 4-5 fő felelősségre vonását kezdeményezte, Golda Meirt és Dajánt azonban nem nevezték meg a felelősök között, emiatt a tüntetéssorozatok folytatódtak. Végül 1974. április 11-én Golda Meir és Daján, valamint az egész kabinet lemondott. Utolsó televíziós fellépésén Golda Meir lemondását ekként indokolta: „Már nem leszek soha ugyanaz, aki a háború előtt voltam.” Elinor Burkett, amerikai kutató kiderítette, hogy Daján a háború közben komolyan fontolóra vette a katonai megadást.

## Kapcsolódó szócikk
- Ofirai légiharc